# Estação Simón Bolívar (Metrô de Santiago)
A Estação Simón Bolívar é uma das estações do Metrô de Santiago, situada em Santiago, entre a Estação Príncipe de Gales e a Estação Plaza Egaña. Faz parte da Linha 4.
Foi inaugurada em 30 de novembro de 2005. Localiza-se no cruzamento da Avenida Ossa com a Avenida Echeñique. Atende as comunas de La Reina e Ñuñoa.